# Cordylus aridus
Espèce
Statut de conservation UICN

 LC  : Préoccupation mineure
Statut CITES
Cordylus aridus est une espèce de sauriens de la famille des Cordylidae.

## Répartition
Cette espèce est endémique du Cap-Occidental en Afrique du Sud. Elle a été découverte dans le district du Prince Albert dans le Karoo central.

## Publication originale
- Mouton & Van Wyk, 1994 : Taxonomic status of geographical isolates in the Cordylus minor complex (Reptilia : Cordylidae) : A description of three new species. Journal of the Herpetological Association of Africa, vol. 43, p. 6-18.